# A-6203
La carretera A-6203 es una carretera que discurre entre Villacarrillo y el límite de provincia con Ciudad Real. Tiene una longitud de 47,93 km, y cuando entra en la provincia de Ciudad Real se pasa a llamar  CM-3129 . La carretera atraviesa no solo Villacarrillo, sino que también atraviesa Castellar, Aldeahermosa, Montizón y Venta de los Santos. Se adentra en Sierra Morena por el término municipal de Montizón.